# Beautiful Songs〜こころの歌〜
 Beautiful Songs〜こころの歌〜（ビューティフルソングス〜こころのうた〜）は、NACK5で放送されている音楽番組。パーソナリティは長谷川雄啓。

## 概要
2012年3月まで平日夜に放送されていた「HAYALIUTA」の後継番組として始まった。演歌・歌謡曲を中心に、世代を超えて愛される日本の歌を送る。当初10分間の放送だったが、2012年10月1日から放送時間を15分に拡大。
2018年12月31日放送分より再び10分番組に短縮されたが、2019年4月1日より以前の時間に戻った。
基本フォーマットは二曲流し、一曲目は世代を超えて愛される日本の歌を、二曲目は演歌・歌謡曲の最新リリース曲や注目曲を流している。一曲目の終わりに歌手のプロフィールやその曲のエピソードを挟む。10分の時期は一曲目はフルコーラス、二曲目はワンコーラスだったが、15分に拡大してからは両方フルコーラスで流している。
一週間でテーマがある時と無い時があり、ある場合はテレビドラマ主題歌や外国人の歌手、最近発売されたコンセプト・アルバムの中から等がある。稀に全編ゲストを呼んでのトークとなる場合がある。

## 放送時間
- 毎週月曜日 - 木曜日 12:45 - 13:00（12:30 - 12:45『旬!SHUN!ピックアップ』を放送。）